# Hydroptila parapiculata
Hydroptila parapiculata är en nattsländeart som beskrevs av Yang och Xue 1994. Hydroptila parapiculata ingår i släktet Hydroptila och familjen smånattsländor. Inga underarter finns listade i Catalogue of Life.